# Koungoulou (Messok)
Pour les articles homonymes, voir Koungoulou.
Koungoulou est un village du Cameroun situé dans la région de l'Est et dans le département du Haut-Nyong. Koungoulou fait partie de la commune de Messok et du canton de Ndjem du Sud-Est.

## Population
Koungoulou comptait 899 habitants lors du recensement de 2005, dont 539 hommes et 360 femmes.
En 1964-1965, on dénombrait 80 habitants à Koungoulou, dont 41 Pygmées.

## Infrastructures
Koungoulou se trouvait en 1965 sur la piste de Lomié vers Ngoyla. Une piste piétons la reliait par ailleurs à Biba 1.